# South Kensington (métro de Londres)
Pour les articles homonymes, voir South Kensington (homonymie).
South Kensington est une station des lignes Circle, District et Piccadilly du métro de Londres, en zone 1 du Travelcard. Elle est située dans le quartier South Kensington, dans le borough royal de Kensington et Chelsea. Son bâtiment est classé Grade II listed building.

## Histoire
La station est mise en service le 1er octobre 1868.

## Services aux voyageurs

### Accès et accueil
La station est accessible par deux entrées principales, sur les rues Thurloe Street et Pelham Street. Sur celui-ci, se trouve une ancienne entrée pour les quais de la Piccadilly line, dans le style des années 1900. Cette entrée fut fermée dans les années 1970 quand les ascenseurs originaux furent remplacés par les escaliers mécaniques.
Il y a aussi un tunnel pédestre sous la rue Exhibition Road qui connecte la station de métro avec les trois célèbres musées Victoria and Albert Museum, Science Museum et Natural History Museum. Ce tunnel est classé à Grade II, avec le bâtiment de la station.

## À proximité
- Lycée français Charles-de-Gaulle
- Natural History Museum
- Science Museum
- Victoria and Albert Museum
- Ambassade du Venezuela au Royaume-Uni